# Armenhaus Vorsfelde

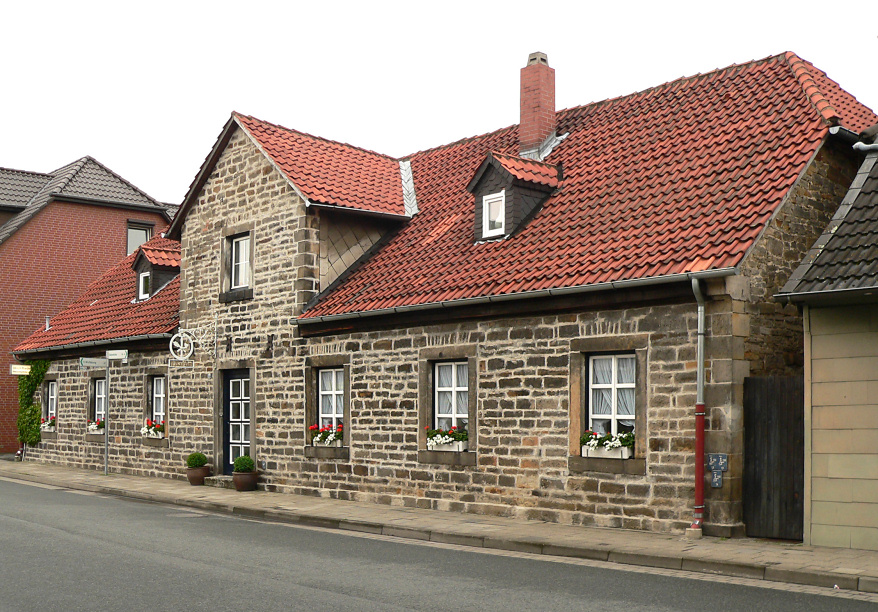
Das ehemalige Armenhaus Vorsfelde

Das Armenhaus Vorsfelde ist ein um 1860 als Armenhaus errichtetes Gebäude im Wolfsburger Ortsteil Vorsfelde in Niedersachsen. Der eingeschossige Sandsteinbau mit mittigem Eingang und Zwerchhaus wird heute als Wohn- und Geschäftshaus genutzt und steht unter Denkmalschutz.

## Beschreibung
1857 beschloss der Vorsfelder Gemeinderat den Bau eines Armenhauses aufgrund von Wohnungsmangel im Ort. Die Errichtung erfolgte auf einem gemeindeeigenen Grundstück am nördlichen Ortsausgang. Der Kostenvoranschlag für die Baukosten belief sich auf 2400 Reichstaler. Im Inneren gab es fünf Räume an der Straßenseite und acht kleine Kammern auf der Gebäuderückseite. Im Zwerchhaus bestand eine Krankenstube und im Dachgeschoss gab es drei weitere Kammern. 1865 kam es zu einem Brand des Armenhauses, das danach in seiner ursprünglichen Form wieder errichtet wurde. 
Das Gebäude wurde nicht nur von Armen, sondern auch von Häuslingen bewohnt. Ein amtlicher Bericht der Kreisdirektion Helmstedt aus dem Jahr 1900 beschreibt den schlechten Zustand des Armenhauses. Danach war es innen und außen stark verschmutzt und die unzureichenden sanitären Anlagen befanden sich in einem mangelhaften Zustand. In einem viel zu kleinen Raum lebten 10 Armenhäusler. Der Vorsfelder Gemeinderat ließ daraufhin das Nötigste renovieren, da die Armenfürsorge unter dem Vorzeichen des Sparens stand und nicht auf die Existenzsicherung der Bedürftigen ausgerichtet war. 
1977 verkaufte die Stadt Wolfsburg das Armenhaus an eine Privatperson, durch die das Gebäude saniert wurde. Das Dach wurde nach einem Hagelschaden im Jahr 2013 erneuert.